# ダニエル・トンプキンズ
ダニエル・D（デシウス?）・トンプキンズ（英語: Daniel D[ecius?] Tompkins, 1774年6月21日 - 1825年6月11日)は、アメリカ合衆国の企業家、法律学者、政治家。第5代ニューヨーク州知事および第6代アメリカ合衆国副大統領を務めた。

## 生い立ちと初期の経歴
1774年、ニューヨーク州ウェストチェスター郡のフォックス・メドウス（後のスカースデール）で生まれた。1795年にニューヨークのコロンビア大学を卒業した。彼は法律を学び1797年に法曹界入りし、ニューヨークで弁護士を開業した。
トンプキンズは1801年に憲法制定会議の代表となり、1804年には州議会議員、また連邦下院議員に選出されたが州最高裁判所判事の任命を受諾するため議員の職を辞任した。

## 知事として
1807年4月30日、トンプキンズは現職のモーガン・ルイスを破って（トンプキンズ35,074票、ルイス30,989票）州知事に当選、1817年までニューヨーク州知事を務めた。1810年にはジョナス・プラットを破り再選されている（トンプキンズ43,094票、プラット36,484票）。1813年にはスティーブン・ヴァン・レンセリアと争い（トンプキンズ43,324票、ヴァン・レンセリア39,718票）、1816年にはルーファス・キングを破っている（トンプキンズ45,412票、キング38,647票）。
トンプキンズはジェームズ・マディソン大統領から国務長官を打診されたがそれを断わった。
米英戦争時、トンプキンズは最も有能な知事の一人として手腕を発揮した。彼は州民兵軍を再編成する際に重要な役割を果たし、選択徴兵制を実施して州軍の基礎を作り上げた。
1815年にトンプキンズはスタテン島の東部海岸に沿って居留地を確立し、同地はトンプキンズビルと呼ばれた。1817年には近隣のウォーター・フロントに沿ったドックを構築し、スタテン島とマンハッタンの間の毎日の蒸気船による渡し船を提供し始めた。

## 副大統領職
トンプキンズは1816年にジェームズ・モンロー大統領の副大統領候補として選出され、1817年3月4日から1825年3月4日まで同職を務めた。1820年4月には副大統領職のまま現職のニューヨーク州知事デウィット・クリントンと州知事の座を争ったが敗れた（クリントン47,447票、トンプキンズ45,900票）。1821年にはニューヨーク州憲法制定会議の議長を務めた。彼は副大統領を退任した3か月後にトンプキンズビルで死去し、ニューヨーク市のセント・マークス墓地のミントホーン地下納骨所に埋葬された。
ダニエル・トンプキンズのミドルネームがデシウスだったという証拠がある。しかしながら、他の説では彼がコロンビア大学に在学中、もう一人のダニエル・トンプキンズと区別するために意味のない「D」のイニシャルを加えたとされる。
ニューヨーク州トンプキンズ郡、マンハッタンのトンプキンズ・スクエア・パークおよびトンプキンズの町は、彼にちなんで命名された。

## 参照
注
1. ↑  "FOX MEADOW SALES. First Break Made Into Famous Westchester Estate", New York Times, Apr. 3, 1921, p.76

出典
- New York history, with election results 1807 and 1810
- New York history, with election results 1813 and 1816
- Political Graveyard
- Congress Bio